# ウェアリングの問題
ウェアリングの問題 (英: Waring's problem) は、全ての自然数 k ≥ 2 に対して、「全ての自然数は s 個の非負の k 乗数の和で表される」という性質を満たす整数 s が存在するかという問題である。
この問題は1770年にエドワード・ウェアリングによって提示され、1909年にダフィット・ヒルベルトによって肯定的に解決された。その後、各 k に対して整数 s の最小値 g(k) を与える公式が発見されている。現在、単にウェアリングの問題と言えば、「全ての自然数は s 個の非負の k 乗数の和で表される」を満足する s の最小値を評価・決定する問題を指すことが多い（例えば、全ての自然数は、4個の平方数で表されるか、あるいは、9個の立方数で表されるか、19個の4乗数で表されるか、など）。ウェアリングの問題は、MSC2020において、11P05 "Waring’s problem and variants"（ウェアリングの問題とその変種）として項目立てられている。

## ラグランジュの四平方定理との関係
ウェアリングが問題を提示するはるか前に、ディオファントスは全ての自然数は非負の平方数の四つの和として表すことができるかと問うた。1621年にクロード・バシェによるディオファントスの翻訳が出版されると、この問題はバシェの予想として知られるようになり、ウェアリングの予想の提示と同じ1770年にルイ・ラグランジュによって四平方定理として解かれた。ウェアリングは、全ての自然数が立方数の和として、また4乗数の和として表現できるか等々と、この問題を一般化して考えた。そして、全ての自然数は特定のべき指数での整数のべき乗の和として表すことができるのではないか、さらにこのような方法で、全ての自然数を特定のべき指数での整数のべき乗の和として表すことがいつでもできる（和の対象となる整数べき乗の）個数が存在するのではないかと予想した。

## g(k)の値
全ての自然数を自然数の k 乗べきの s 個の和で表せるとしたとき、最小の s の値を（全ての k に対して）g(k) で表すこととする。g(1) = 1 であることに注意する。簡単な計算により、7 は 4 個の平方数、23 は 9 個の立方数、79 は 19 個の 4 乗数で表すことがわかるので、これらの例から g(2) ≥ 4, g(3) ≥ 9, g(4) ≥ 19 であることがわかる。ウェアリングはこれらの値が実際は全ての自然数に対して表すことが可能ではないかと予想した。
1770年のラグランジュの四平方定理は、全ての自然数は多くとも 4 個の平方数の和で表現できると主張しており、前述の通り 3 個の平方数では表現できないため、この定理から g(2) = 4 であることがわかる。ラグランジュの四平方定理は、ディオファントスの『算術(Arithmetica)』のクロード・バシェによる1621年版の中で予想されている。フェルマーは証明したと主張したが、出版はされていない。
年月を経て、段々と複雑で高度化した証明法が使われるようになり、様々な境界が判明してきた。例えば、リウヴィルは g(4) は大きくとも 53 であることを示した。ハーディとリトルウッドは、十分に大きな自然数に対して、多くとも 19 個の 4 乗数の和で表されることを示した。
g(3) = 9 であることは1909年から1912年にかけて、アーサー・ウィーフェリッチ（Arthur Wieferich） とオーブリー・ケンプナーにより示された。1986年には、g(4) = 19 がラマチャンドラン・ブラスブラマニアン（R. Balasubramanian）、ドレス（F. Dress）とジャン・マーク・デショワラー（J.-M. Deshouillers）により示された。1964年には、g(5) = 37 が陳景潤により、g(6) = 73 は1940年にスバッヤ・ピライ(Pillai)により示された。
[x] と {x} でそれぞれ x の整数部分と分数部分を表すとする。2k[(3/2)k]-1<3k であるので、2k と 1k だけが、 2k[(3/2)k]-1 を表すことに使うことができ、もっとも簡潔な表現（和を取る、べき乗整数の個数が最小となる表現）は [(3/2)k]-1 個の 2k と 2k-1 個の1k の和であるから、これにより g(k) は 2k + [(3/2)k] − 2 以上である。有名なレオンハルト・オイラーの息子であるJ. A. オイラーは、1772年頃に、実際、g(k) = 2k + [(3/2)k] − 2 であることを予想した。後日、レオナード・ディクソン、ピライ、R. ルブグンダイ(R. K. Rubugunday)、イヴァン・ニーベン や他の数学者らにより、以下のことが示された。
- {\displaystyle 2^{k}\{(3/2)^{k}\}+[(3/2)^{k}]\leq 2^{k}} のとき、

{\displaystyle g(k)=2^{k}+[(3/2)^{k}]-2}
- {\displaystyle 2^{k}\{(3/2)^{k}\}+[(3/2)^{k}]>2^{k}} かつ {\displaystyle [(4/3)^{k}][(3/2)^{k}]+[(4/3)^{k}]+[(3/2)^{k}]=2^{k}} のとき、

{\displaystyle g(k)=2^{k}+[(3/2)^{k}]+[(4/3)^{k}]-2}
- {\displaystyle 2^{k}\{(3/2)^{k}\}+[(3/2)^{k}]>2^{k}} かつ {\displaystyle [(4/3)^{k}][(3/2)^{k}]+[(4/3)^{k}]+[(3/2)^{k}]>2^{k}} のとき、

{\displaystyle g(k)=2^{k}+[(3/2)^{k}]+[(4/3)^{k}]-3}
2k{(3/2)k} + [(3/2)k] > 2k となるような k の値は知られていない。クルト・マーラー(Kurt Mahler)はそのような k が存在しても有限個しかないことを証明し、クビナ(Kubina)とウンダーリッビ(Wunderlich)は、そのような k は k > 471,600,000 である必要があることを示した。この結果を受けて、第一の場合しか起こり得ないのではないか、すなわち、正の整数の k に対し、{\displaystyle g(k)=2^{k}+[(3/2)^{k}]-2} となるのではないかと予想されている。
g(k) の最初のいくつかを以下に列挙する。
1, 4, 9, 19, 37, 73, 143, 279, 548, 1079, 2132, 4223, 8384, 16673, 33203, 66190, 132055 ... オンライン整数列大辞典の数列 A002804.

## G(k)の値
| G(k) の境界      |
| ---------------- |
| 4 = G(2) = 4     |
| 4 ≤ G(3) ≤ 7     |
| 16 = G(4) = 16   |
| 6 ≤ G(5) ≤ 17    |
| 9 ≤ G(6) ≤ 24    |
| 8 ≤ G(7) ≤ 33    |
| 32 ≤ G(8) ≤ 42   |
| 13 ≤ G(9) ≤ 50   |
| 12 ≤ G(10) ≤ 59  |
| 12 ≤ G(11) ≤ 67  |
| 16 ≤ G(12) ≤ 76  |
| 14 ≤ G(13) ≤ 84  |
| 15 ≤ G(14) ≤ 92  |
| 16 ≤ G(15) ≤ 100 |
| 64 ≤ G(16) ≤ 109 |
| 18 ≤ G(17) ≤ 117 |
| 27 ≤ G(18) ≤ 125 |
| 20 ≤ G(19) ≤ 134 |
| 25 ≤ G(20) ≤ 142 |

G(k) は、全ての十分大きな整数を（つまり、ある定数よりも大きな全ての整数を）、自然数の k 乗の多くとも s 個の和で表すことができるような、最小の整数 s の値として定義される。ハーディとリトルウッドの仕事から、 G(k) は g(k) を使い研究された。平方数は 0, 1, 4 (mod 8) に合同であるので、7 (mod 8) に合同な整数は 3 個の平方数の和として表すことができない。これは G(2) ≥ 4 を意味する。全ての k に対して G(k) ≤ g(k) であるので、これは G(2) = 4 を意味する。ハロルド・ダヴェンポートは、1929年、G(4) = 16 であることを、1, 2, ..., 14 (mod 16) に合同な十分大きな数は 4 乗数の 14 個の和として表すことができることを示すことで証明した。他の k に対して、G(k) に境界があることは知られているが、G(k) の正確な値は分かっていない。

### G(k) の値の下界
G(k) の値は、次の値以上である。
r ≥ 2 で k = 2r または、k = 3×2r のとき、2r + 2
p が 2 よりも大きい素数で、k = pr(p − 1) のとき、pr + 1
p が 2 よりも大きい素数で、k = pr(p − 1)/2 のとき、(pr + 1 − 1)/2
1 よりも大きな全ての整数 k に対して、k + 1
合同関係の制限がない場合は、密度の議論により G(k) が k + 1 に等しいことが示唆される。

### G(k) の値の上界
G(3) は少なくとも 4 である（立方数は 0, 1, −1 (mod 9) であるため)。1.3×109 未満の数に対し 1290740 は 6 個の立方数が必要な最大の整数であるほか、G(3)=4 であると認めるのに十分な速度で N を増加させると、5 個の立方数が必要な N と 2N の間の数の個数を減らすことができる。4 個の立方数の和で表すことのできない既知の最大の数は 7373170279850 であり、著者らはこれが最大の数とする妥当な議論を与えている。G(3) の上界 G(3) ≤ 7 はユーリ・リンニク(Yuri Vladimirovich Linnik)による。
13792 は 17 個の 4 乗数が必要な最大の数である。16 個の 4 乗数の和は常に 31·16n の形の数である必要がある。
617597724 は 10 個の 5 乗数が必要な 1.3×109 未満の最大の数であり、51033617 は 11 個必要な 1.3×109 未満の最大の数である。
表の k=5,...,20 の上界はボブ・ヴォーン(R. C. Vaughan)とトレヴォール・ウーレイ(Trevor Wooley)による。
イワン・ヴィノグラードフ(Ivan Matveyevich Vinogradov)は、改善したハーディ・リトルウッドの円周法(Hardy-Littlewood method)を使い、多くの精密化を行った。1947年に次の評価式を導出した。
{\displaystyle G(k)\leq k(3\log k+11)}
また、1959年には特定はできないある定数 C と十分に大きな k に対し、次の評価式が成り立つことを示した。
{\displaystyle G(k)\leq k(2\log k+2\log \log k+C\log \log \log k)}
アナトリー・カラツバ(Anatolii Alexeevitch Karatsuba)は、ハーディ・リトルウッド・ヴィノグラードフの方法をp-進の形で三角和の評価へ適用し、和が小さな因子を持つ数を渡って取られるようにすることで、1985年にハーディ函数 {\displaystyle G(k)} （{\displaystyle k\geq 400} に対して）の新しい評価式を得た。
{\displaystyle \!G(k)<2k\log k+2k\log \log k+12k}
1989年にはヴォーンによりさらなる精密化がなされた。
また、ウーレイはある定数 C に対して、次の評価式が成り立つことを示した。
{\displaystyle G(k)\leq k\log k+k\log \log k+Ck}

ヴォーンとウーレイは、包括的なサーベイ論文を書いた。